# Naturschutzgebiet Hullerbusch und Schmaler Luzin
Koordinaten: 53° 19′ 35,7″ N, 13° 26′ 45,2″ O

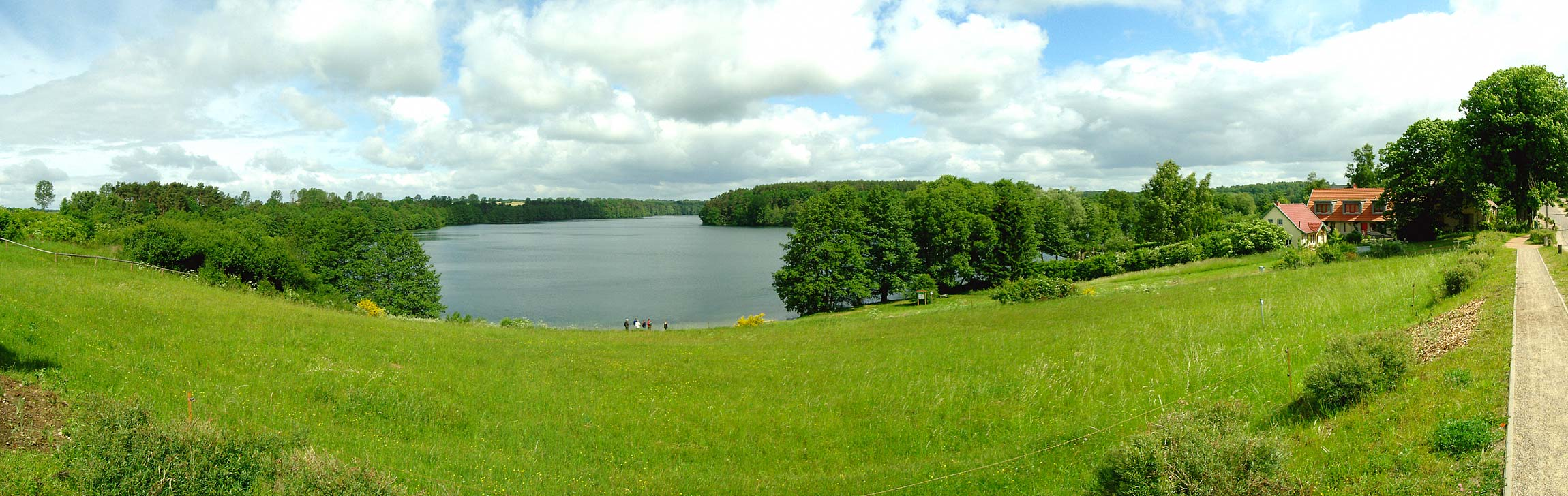
Blick von Carwitz auf das NSG

Das Naturschutzgebiet Hullerbusch und Schmaler Luzin ist ein 340 Hektar umfassendes Naturschutzgebiet in Mecklenburg-Vorpommern, das sich zwischen den Orten Feldberg und Carwitz befindet. Das Naturschutzgebiet umfasst den als Schmaler Luzin bezeichneten See mit bewaldeten Uferbereichen und den als Hullerbusch bezeichneten östlich liegenden Mischwald auf blockreichen Standorten. Die rechtliche Festsetzung erfolgte am 1. Februar 1939.

## Lage
Das Naturschutzgebiet befindet sich im Naturpark Feldberger Seenlandschaft und ist nach EU-Recht als FFH-Gebiet und Vogelschutzgebiet eingestuft. Der aktuelle Gebietszustand wird als befriedigend angesehen.

## Geschichte
Die Flächen wurden entscheidend durch die letzte Eiszeit geprägt. Der als Rinnensee gestaltete Schmale Luzin stellt eine Ausspülung unter dem Gletschereis dar, der von der umliegenden Endmoräne umgeben ist. Im Hullerbusch wurden verschiedene Formen durch das Eis geprägt: es finden sich Blockpackungen, Sander und Kleingewässer, die auf Toteisformen zurückgehen. Durch das starke Relief des Uferbereich und des Hullerbuschs handelt es sich wahrscheinlich um Altwaldstandorte, die nur wenig genutzt wurden. Bereits auf einer Karte von Tilemann Stella aus dem Jahr 1578 ist die heutige Wald-Acker-Verteilung verzeichnet.

## Hullerbusch

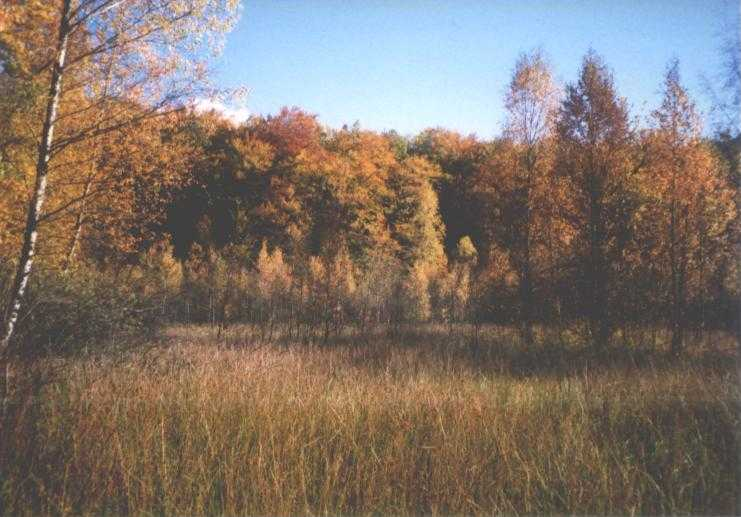
Großes Kesselmoor im Hullerbusch

Der Bereich Hullerbusch des Naturschutzgebietes wird von der Waldkante in Richtung Wittenhagen im Norden und der Gemarkung des Hotels Hullerbusch sowie dem Naturschutzgebiet Hauptmannsberg im Süden begrenzt. Westlich gehört der Schmale Luzin zu diesem Gebiet und östlich wird es vom Zansen begrenzt. Die Landzunge, die von Wittenhagen bis Carwitz reicht, ist im Nordosten zwei Kilometer und im Südwesten 380 Meter breit. Der Hullerbusch besteht größtenteils aus Buchenhochwald mit einzelnen Kiefern, Birken und selten auch Eichen. Die Ufer sind mit Schwarzerlen bestanden, im nördlichen Teil befindet sich eine Tannenaufforstung. Der Hünenwall trennt die Grundmoräne von der Endmoräne d. h. bis hier sind die Gletscher der Weichsel-Eiszeit vorgestoßen. Im Gebiet des Buchenhochwaldes befinden sich mehrere Moore und Kesselmoore. Bedeutende Pflanzen sind hier Sumpf-Helmkraut, gewöhnlicher Gilbweiderich und im nordöstlichen Moor, welches auch ein Abfluss zum Scharteisen besitzt, Wollgras und Sumpf-Calla.

## Schmaler Luzin

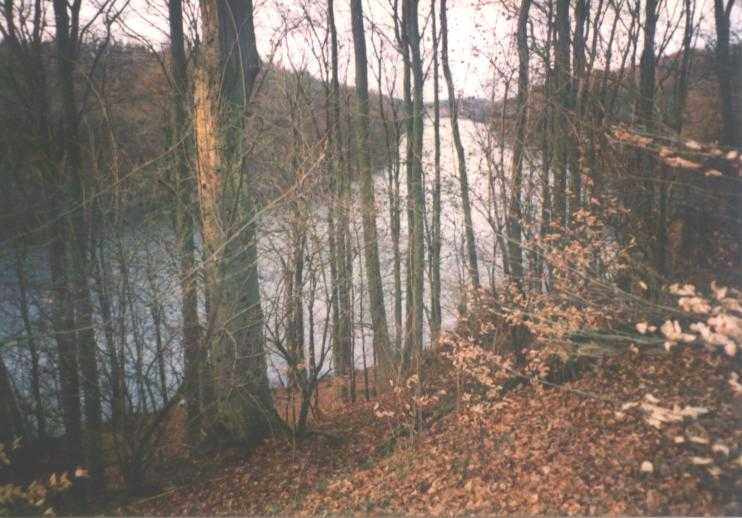
Schmaler Luzin vom Hullerbusch in Richtung Nordbecken

Der jahrhundertelang unbeeinträchtigte See wurde zum Ende des 18. Jahrhunderts künstlich verändert: Einerseits wurde mit dem Seerosenkanal eine Verbindung zum Feldberger Haussee geschaffen, andererseits schnitt ein Damm den Schmalen Luzin vom Breiten Luzin ab. Der bis in die 1920er Jahre als oligotropher Klarwassersee beschriebene Schmale Luzin war danach einem enormen Nährstoffeintrag unterworfen, wodurch sich die Wasserqualität erheblich verschlechterte. Durch Renaturierungsmaßnahmen zwischen 1996 und 2000 konnten der Phosphatgehalt auf die Hälfte reduziert werden. In den letzten Jahren haben sich wieder mesotrophe Verhältnisse eingestellt, was Indikatorarten belegen. Umfangreiche Sanierungsmaßnahmen, wie die Verringerung der Nährstoffeinträge und eine Tiefenwasserbelüftung mit Unterstützung der natürlichen Calcitfällung, beeinflussen den See positiv. Die Flächen liegen zum Teil im Eigentum der Stiftung für Umwelt- und Naturschutz M-V.

## Pflanzen- und Tierwelt
Als eiszeitliche Reliktart wird die Schwebegarnele Mysis relicta angesehen. Diese dient der Kleinen Maräne als Nahrungsgrundlage, womit der Schmale Luzin zwei sehr spezielle Bewohner aufweist. Nachdem beide Arten zu DDR-Zeiten fast ausgestorben waren, konnten sich die Bestände in den vergangenen Jahren als Ergebnis der Renaturierungsarbeiten wieder erholen. Der See wird hauptsächlich von Buchenwäldern gesäumt, welche durch die Steillage des Ufers als Hangwälder ausgeprägt sind. Vereinzelt finden sich Trockenstandorte.
In den Uferwäldern leben Mittel- und Schwarzspecht, Hohltaube, Rotmilan, Zwergschnäpper und Kranich. Eisvögel kommen vereinzelt vor. Verschiedene Entenarten, wie Stock-, Schell-, Reiher- und Tafelenten können beobachtet werden.